# Tifón Nancy
El tifón Nancy fue un ciclón tropical extremadamente poderoso de la temporada de tifones del Pacífico de 1961 y uno de los ciclones tropicales más intensos que se haya registrado. El sistema posiblemente tuvo los vientos más fuertes jamás medidos en un ciclón tropical, comparado con el huracán Patricia de 2015. Causó grandes daños y al menos 173 muertes y miles de heridos en Japón y Guam en septiembre de 1961.

## Historia meteorológica

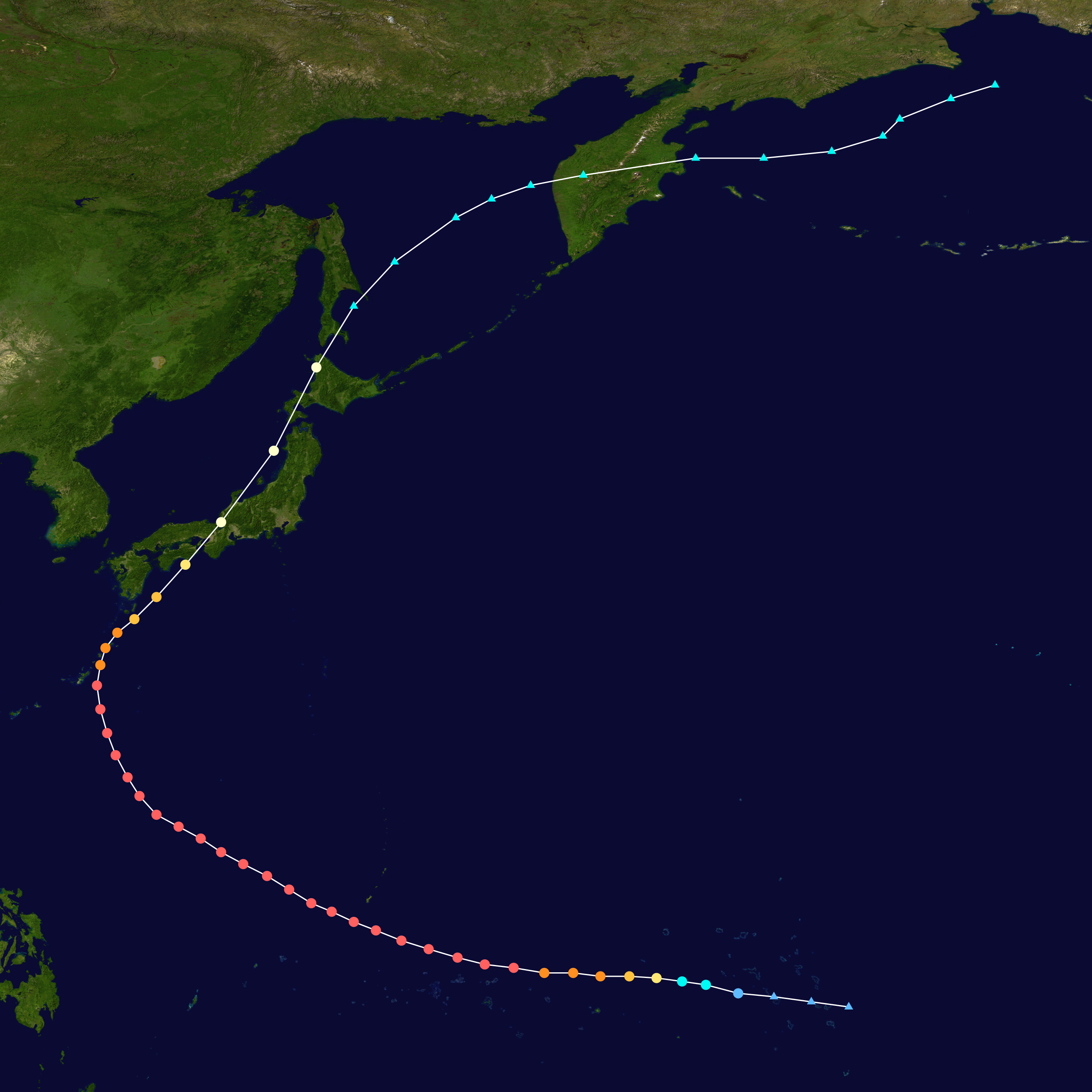
Trayectoria del tifón Nancy

Una depresión tropical se formó a partir de un bajo cerca del atolón de Kwajalein el 7 de septiembre. Se fortaleció rápidamente; para cuando se pudieran tomar las medidas de posición, Nancy era casi un súper tifón. Moviéndose gradualmente hacia el oeste, Nancy se profundizó explosivamente y alcanzó velocidades del viento equivalentes a una Categoría 5 (escala de huracanes Saffir-Simpson) el 9 de septiembre. Mantendría esa intensidad durante los próximos días.
Poco después de alcanzar la intensidad máxima, Nancy se acercó a las Islas Ryūkyū y comenzó a girar. Pasó cerca de Okinawa y sobre Haze. La cresta que conducía a Nancy se rompió, y el tifón viró bruscamente y se dirigió hacia Japón. Nancy tocó tierra como un fuerte tifón el 16 de septiembre cuando pasó directamente sobre Muroto Zaki. Nancy hizo una segunda recalada en Honshū cerca de Osaka. El tifón rápidamente viajó a lo largo de la isla mientras continuaba acelerando, alcanzando finalmente una velocidad de avance de 65 mph (100 km/h, 55 nudos). El tifón cruzó rápidamente Hokkaidō antes de entrar al Mar de Ojotsk como una tormenta tropical. Nancy fue extratropical el 17 de septiembre. El sistema extratropical finalmente cruzó Kamchatka y entró en el océano abierto.

## Impacto
Aunque no se conoce ningún valor monetario de todo el daño, el daño fue "fenomenal" en todas las áreas donde golpeó Nancy. Hubo al menos 173 muertes y 19 personas desaparecidas

### Guam
En Guam, más de la mitad de todos los cultivos fueron destruidos por los fuertes vientos y la lluvia. Se hizo un total de $ 40,000(USD) en daños a las carreteras de la isla. La mayor parte del daño se produjo en el extremo sur de la isla. No se informaron muertes en Guam.

### Japón
En Japón, 172 personas murieron, 18 desaparecieron y 3.184 personas resultaron heridas. Estos totales hicieron de Nancy el sexto tifón más letal para golpear a Japón en ese momento. Las advertencias oportunas y las preparaciones adecuadas probablemente fueron las responsables del número relativamente bajo de muertes. El daño fue "pequeño" en relación con otros tifones que afectaron áreas densamente pobladas de Japón. Cientos de miles de personas sufrieron interrupciones en sus vidas. El súper tifón Nancy destruyó 11,539 casas, dañó 32,604 casas e inundó 280,078. Aunque nunca se sabrá el número exacto, Stars and Stripes informó a fines de septiembre que más de 1.056 barcos y barcos de pesca fueron hundidos o arrastrados a tierra y muchos más resultaron dañados. 
Las inundaciones arrastraron 566 puentes y causaron 1146 deslizamientos de tierra. Las carreteras fueron destruidas en un total de 2.053 ubicaciones. Los daños en Osaka ascendieron a $ 500 millones (USD). En Okinawa, las zonas bajas experimentaron fuertes inundaciones, que causaron daños considerables a la agricultura y las estructuras. En Amami-o-Shima, una persona había desaparecido y otra resultó gravemente herida. Un barco fue hundido. Las extensas inundaciones de cultivos y casas dejaron sin hogar a 152 personas. Debido al número de daños y muertes de Nancy, la Agencia Meteorológica de Japón nombró a Nancy el "Segundo Tifón de Muroto". Nancy es uno de los ocho tifones en recibir nombres especiales en Japón.

## Repercusiones
Una aeronave de reconocimiento que volaba hacia el tifón cerca de su intensidad máxima el 12 de septiembre determinó que los vientos sostenidos de un minuto de Nancy eran de 185 nudos (215 mph, 345 km/h). Si estos valores son confiables, serían las velocidades de viento más altas jamás medidas en un ciclón tropical. Sin embargo, posteriormente se determinó que las mediciones y estimaciones de la velocidad del viento desde la década de 1940 a 1960 fueron excesivas. Por lo tanto, los vientos de Nancy pueden ser más bajos que su valor oficial de mejor pista. En 2016, el reanálisis del huracán Patricia notó que la tormenta tenía los mismos vientos sostenidos que Nancy, la más alta registrada en el Hemisferio Occidental.
Aunque la escala de viento de huracanes Saffir-Simpson (SSHWS) no existía en ese momento, Nancy habría sido un equivalente de Categoría 5 por un total de cinco días y medio (69 horas), suponiendo que los datos de la velocidad del viento son confiables. Este es un récord para el hemisferio norte y más de un día más que el siguiente sistema más alto, el tifón Karen de 1962.